# Naser Sahiti

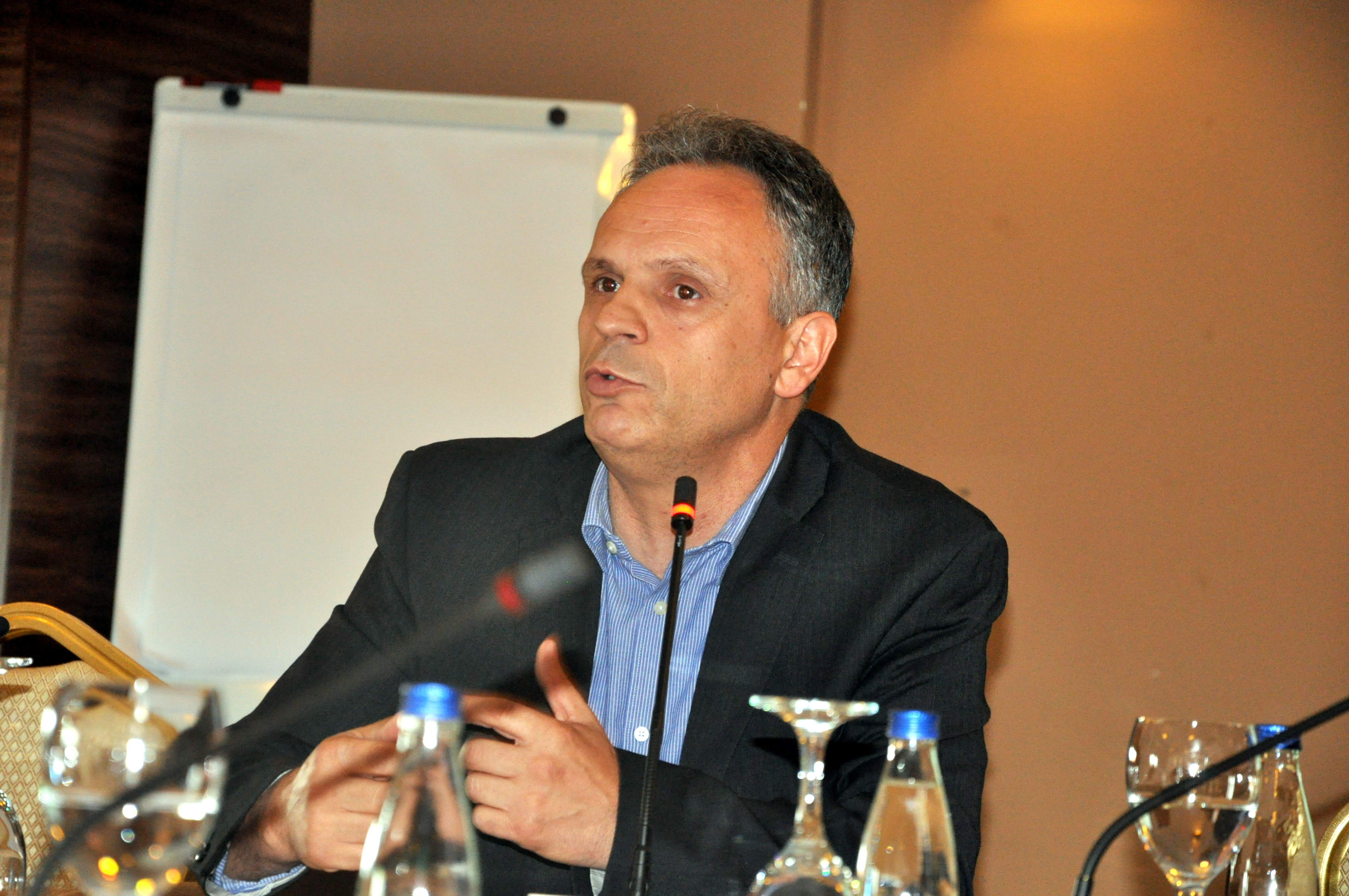
Naser Sahiti 2020

Naser Sahiti (* 12. März 1966 in Crnoljeva bei Štimlje, SFR Jugoslawien) ist ein kosovarischer Hochschullehrer für Maschinenbau und Rektor der Universität Prishtina für die Jahre Oktober 2020 bis 2022.

## Leben und Wirken
Seine Jugend und Grundschulzeit verbrachte Sahiti in Carraleve. Nach dem Besuch der Berufsschule in Shtime und der Technikerschule in Ferizaj studierte er an der Universität Prishtina Maschinenbau mit dem Abschluss als Diplom-Maschinenbauingenieur mit Auszeichnung (1991). Danach übernahm er die Position eines Berufschullehrers für Mathematik und Informatik in der Schule Naim Frashëri in Shtime. Im Jahr 1996 trat Sahiti in die Universität Prishtina als Assistent für Maschinenbau ein. Der Schwerpunkt seiner Tätigkeit war die Forschung und Lehre zu Thermodynamik und Turbomaschinen.
Im Jahr 2001 wechselte Sahiti an die Friedrich-Alexander-Universität Erlangen-Nürnberg in das Institut für Strömungsmechanik. Mit seiner Dissertation zum Thema Thermal and fluid dynamic performance of pin fin heat transfer surfaces wurde er 2006 zum Dr. Ing. promoviert. Nach seiner Rückkehr an die Universität in Pristina wurde er Assistenzprofessor und 2017 ordentlicher Professor für Maschinenbau. Seit 2016 war er gleichzeitig Prorektor neben Rektor Marjan Dema, zu dessen Nachfolger er ab 2020 war. Im November 2022 wurde er von Qerim Qerimi im Amt des Rektors abgelöst.

## Publikationen (Auswahl)
Naser Sahiti hat mehr als 30 bedeutende Publikationen zu verzeichnet er verfügt über einen Impakt Faktor von 24.
- Naser Sahiti: Interrelation between Pin Length and Heat Exchanger Performance, Applied Thermal Engineering, Vol. 91, pp. 946–952, 2015,
- Naser Sahiti, Fejzuall Krasniqi, Xhamajl Fejzullahu, Januz Bunjaku, Ali Muriqi: Entropy generation minimization of a double-pipe pin fin heat exchanger, Applied Thermal Engineering, (28), pp. 2337–2344, 2008,
- Naser Sahiti, Franz Durst, Paolo Geremia: Selection and optimization of pin cross-sections for electronics cooling, Applied Thermal Engineering, (27), pp. 111–119, 2007,
- Naser Sahiti, Franz Durst, Anupam Dewan: Strategy for selection of elements for heat transfer enhancement, Int. Journal Heat Mass Transfer, (49) pp. 3392–3400, 2006,
- Naser Sahiti, Abdellah Lemouedda, Dragan Stojkovic, Franz Durst, Eberhard Franz: Performance comparison of pin fin in-duct flow arrays with various pin cross-sections, Applied Thermal Engineering, Vol. 26, pp. 1176–1192, 2006,
- Naser Sahiti, Franz Durst, Anupam Dewan: Heat transfer enhancement by pin elements, Int. Journal Heat Mass Transfer, (48), pp. 4738–4747, 2005,
- Naser Sahiti, Fejzuall Krasniqi: Bewertung eines PIM-Wärmetauschers durch Entropieproduktion, Chemie-Ingenieur-Technik, (74) pp. 1568–1572, Wiley-VCH Verlag, Weinheim, 2002,
- Maria Pascu, Naser Sahiti, Franz Durst: Parametrical Study of the Flat-Tube and Pin Fin Heat Exchangers, ASME International Mechanical Engineering Congress and Exposition, Seattle, Washington USA, 2007,